# إي تي إنترنت
إي تي إنترنت (بالإنجليزية AT internet) هي شركة يملكها القطاع الخاص، تعمل على توفير تحليلات الويب وخدمات استشارية لمواقع الويب، الإنترانت، مواقع الجوال والتطبيقات النقالة. قدمت هذه الخدمات منذ عام 1995. الشركة المعروفة باسمها السابق (خاصة في فرنسا XiTi. إي تي إنترنت للحلول،حقيبة التحليلات , يستخدم على حوالي 20,000 من المواقع والتطبيقات النقالة في جميع أنحاء العالم.

## التاريخ
تأسست الشركة في عام 1995 من قبل المالك آلان لورينز كوكالة ويب. تحول تركيز الفريق إلى تحليلات الويب في عام 1997.
في عام 2011، إي تي إنترنت عرفت بتقديمها «أداء قويا» في «فورستر موجة: تحليلات الويب، الربع الرابع من عام 2011» تقرير من مؤسسة فورستر للأبحاث Inc.

## المنتجات والخدمات
إي تي إنترنت توفر أدوات لتمكين الشركات والمؤسسات لقياس وتحليل كيف يصل الزوار على الموقع (موقع الجوال أو التطبيقات)، وكذلك الإجراءات اللاحقة والسلوكيات على الموقع. هذه المعلومات يمكن رؤيتها في لوحات التقارير، التي يمكن أن تكون مشتركة في جميع أنحاء المنظمة.
- المستكشف: (تحليل البيانات التكرارية الاستكشاف)
- رؤى المستخدم (رحلة العميل تحليل عبر الأجهزة والبرامج)
- لوحات التحكم (لوحة واقتسامها)
- التقارير (التقارير المخصصة لمستخدمي الأعمال)
- الاستعلام عن البيانات (تنقيب البيانات)
- تدفق البيانات (البيانات الخام الضخمة من صادرات البيانات الكبيرة المشاريع)
- إدارة البيانات (رشيقة الوسم التصحيح التخصيب)
- العلامة الذكية (الضوء، للتخصيص الوسم)
- الذكية SDK (مرونة التطبيق علامات)
- في التطبيق Analytics & App Store Analytics
- In-Page Analytics تمديد متصفح[8] (تظهر تحليلات البيانات على صفحة ويب الحالية في رأي)
- العلامة المحقق تمديد متصفح[9] (تحليل ضرب المعلومات بسهولة)
- شرائح (تجزئة الميزة)